# ویتوریو پرودی
 ویتوریو پرودی (انگلیسی: Vittorio Prodi؛ زاده ۱۹ مارس ۱۹۳۷) یک فیزیک‌دان، و سیاست‌مدار اهل ایتالیا است.